# Atypophthalmus tamborinus
Atypophthalmus tamborinus är en tvåvingeart som först beskrevs av Alexander 1930.  Atypophthalmus tamborinus ingår i släktet Atypophthalmus och familjen småharkrankar. Inga underarter finns listade i Catalogue of Life.